# 瑙德勒亨訥錫格爾峰

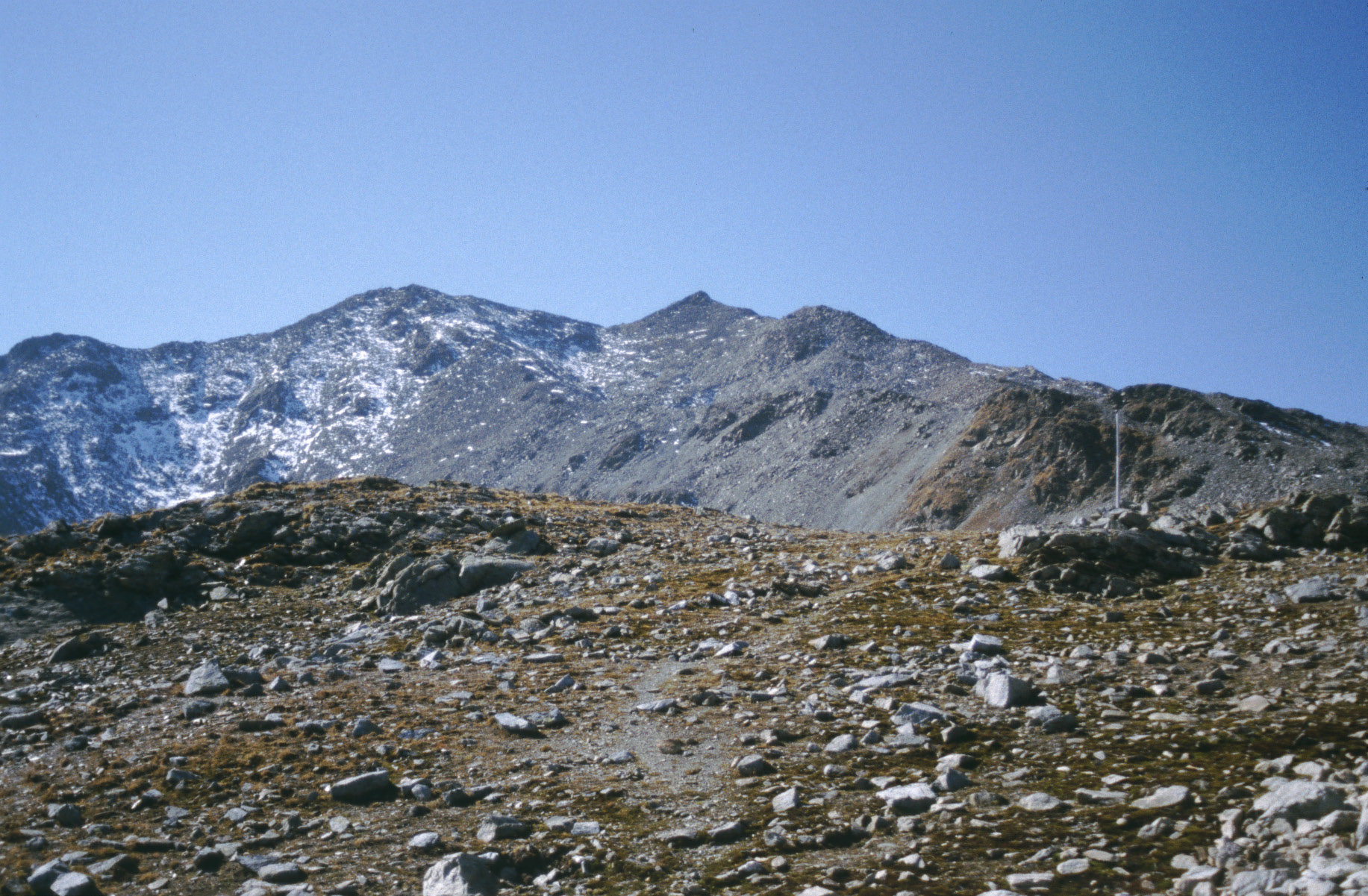

46°51′52″N 10°37′27″E / 46.86444°N 10.62417°E
瑙德勒亨訥錫格爾峰（德語：Nauderer Hennesiglspitze），是中歐的山峰，位於奧地利和意大利接壤的邊境，屬於奧茨塔爾阿爾卑斯山脈的一部分，距離塞卡山0.9公里，海拔高度3,042米，每年平均降雨量1,357毫米。